# トヨトミの逆襲
『トヨトミの逆襲』（トヨトミのぎゃくしゅう）は、梶山三郎による日本の企業小説。長編小説。トヨトミシリーズ第2作。
2019年11月27日に小学館から書き下ろしで単行本が刊行された。2021年11月5日に小学館文庫版が刊行された。
創業一族の社長やその周辺人物を通し、2016年から2022年にかけての世界的潮流であるEVシフトに乗り遅れた巨大自動車企業が、EV市場で覇権を握るべく巻き返しを図ろうとする内幕が描かれる。
2023年11月27日に続編となる『トヨトミの世襲』（トヨトミのせしゅう）が小学館より刊行された。

## 制作背景
担当編集によれば、梶山が前作『トヨトミの野望』を刊行後、自動車業界の現状に危機意識を持つ人たちからゴーン・ショックで「船長なきまま漂流する巨大船」と化した日産の業績悪化や、トヨタが筆頭株主であるメガサプライヤー・曙ブレーキ工業の経営危機などの予兆となる「不可解な人事や出来事」の情報を寄せられ、梶山はその思いに報いるため、本書を執筆すべくすぐに取材に動き始めている。

## あらすじ
創業一族の豊臣統一はトヨトミ自動車の社長の座を奪還し、三代続いたサラリーマン社長の時代に終止符を打つ。彼は世界的潮流であるEVシフトに遅れを取ったトヨトミを立て直すため、航続距離1000キロを誇る画期的なEV「プロメテウス・ネオ」の開発を宣言する。この新型EVが実現すれば、トヨトミはアメリカのEVメーカー・コスモ・モーターズを凌ぎ、EV市場でも覇権を握る可能性が高まる。しかし、社内では役員たちが統一の寵愛を得ようと権力闘争に明け暮れ、EV化の進展により仕事を失う恐れがある部品サプライヤーたちがトヨトミから離反、トヨトミ自慢のケイレツに綻びが生じ始める。

## 登場人物

### 主要人物
豊臣 統一（とよとみ とういち）
トヨトミ自動車八代目社長。豊臣家の総領息子。52歳。城南義塾大卒。
ボストン留学でMBAを取得し証券会社で海外に駐在後、トヨトミ自動車に中途入社している。
小柄で小太りな体躯。丸顔の童顔にフレームの太い黒縁眼鏡。一般参加のラリーに参戦するレースドライバーの一面もある。
環境配慮の次世代車に水素燃料のFCV（燃料電池車）「ティアラ」の量産化を指示するが、EV（電気自動車）の後塵を拝する。
航続距離1000キロのEVの開発を通し、トヨトミを車を作り売る会社からモビリティ・サービス会社への転換を模索する。

### 豊臣家
トヨトミ自動車の創業一族。
豊臣 新太郎（とよとみ しんたろう）
名誉会長（トヨトミ自動車三代目社長）。統一の父。2012年に脳梗塞に倒れ、下半身に障害が残り車椅子生活。
白髪のずんぐりした老人。寡黙で不愛想。
豊臣 清美（とよとみ きよみ）
統一夫人。財閥系大銀行の頭取令嬢。
豊臣 翔太（とよとみ しょうた）
統一の息子。自動運転技術開発を担うトヨトミの関係会社「TRINITY」社員。初登場時30歳。城南義塾大卒。
父と同様、海外留学と外資系証券会社勤務を経てトヨトミ自動車に入社。現在はTRINTYの人事部。
豊臣 麗子（とよとみ れいこ）
新太郎夫人。統一の母。豊臣家の女帝。皇室にも繋がる財閥の出身。筋金入りのセレブ志向。
豊臣 太助（とよとみ たすけ）
豊臣製鋼所の創業者。トヨトミグループ創始者。
豊臣 勝一郎（とよとみ かついちろう）
トヨトミ自動車初代社長。
豊臣 史郎（とよとみ しろう）
トヨトミ自動車中興の祖。豊臣の分家出身。トヨトミ自動車二代目社長。
豊臣 芳夫（とよとみ よしお）
新太郎会長の実弟。トヨトミ自動車四代目社長。2017年12月30日、長い闘病生活の末に88歳で鬼籍に入る。

### トヨトミ自動車
林 公平（はやし こうへい）
筆頭副社長。初登場時70歳前後。統一の右腕。忠臣のトップ。フランクな人柄と、歯に衣着せぬ発言の筋金入りのコストカッター。
元・尾張電子副会長兼、トヨトミ自動車相談役。販売部と財務部で2度、統一の上司、メンターであった。「インテリヤクザ」の異名を持つ。
統一の顔色を伺い彼に擦り寄るイエスマンばかりの体制に危機感を抱く一方、自身は統一の背後から実質的にトヨトミを取り仕切る摂政を画策する。
笠原 辰男（かさはら たつお）
専務。のちの北京トヨトミ自動車投資有限会社会長。統一の側近。目尻に深い皺が刻まれた浅黒い顔。
統一の評価を読み取り役員人事の原案を作成し、それを隠れ蓑に自分の出世のライバルを巧妙にトヨトミ本体から追い出したとの噂が絶えない。
寺内 春人（てらうち はると）
副社長。情報セキュリティ部門、新規事業部門、トヨトミシステム担当。モータースポーツなどを通じた統一の遊び仲間。
社員時代から統一の部下として彼を支え、その自負から次期トヨトミ社長への色気を隠そうとしない。
新工場予定地の視察を公表前にSNSにアップし情報をばらし、モータースポーツ子会社に湯水のごとく出費するなど、林からひんしゅくを買う。
照市 茂彦（てるいち しげひこ）
副社長。「プロメテスウ・ネオ」の開発責任者。技術だけでなくマネジメントにも長け、人望も厚い人物。
技術者へのリスペクトの強いトヨトミにおいて、「新太郎以来のエンジニア出身社長」になるのではと見なされる「ポスト統一」の有力候補。
藤井 勇作（ふじい ゆうさく）
統一の秘書。元豊臣家の使用人。統一とは学生時代からの旧知の間柄。
父親は徳島のトヨトミディーラーの元締め的人物で、トヨトミゆかりの二世。
向田 邦久（むこうだ くにひさ）
専務（生産技術担当）。最年長役員。のちに統一と意見の対立が多かったことから立川自動車副社長へ出向させられる。
若手時代、生産技術部門のホープとしてアメリカでの勤務経験が長く、ロビー活動が不可欠との考えを持つ。
北岡 良平（きたおか りょうへい）
統一の秘書（藤井の後任）。日商新聞から出向中のトヨトミ担当記者。
浅井 敬三（あさい けいぞう）
購買部長。「プロメテウス」の新モデルに尾張電子製のモーターを搭載すると森製作所に通知する。
のちに献身的な働きが評価され、48歳で執行役員（部品調達担当）に引き上げられる。
吉田 拓也（よしだ たくや）
会長。三河の名家出身で白皙の貴公子然とした男性。
主力ハイブリッドカー「プロメテウス」の量産化を進めた。
関口 友康（せきぐち ともやす）
「プロメテウス」開発時の技術担当専務。武田の腹心。森製作所にハイブリッド車用のモーターの作成を依頼する。
河原井 義人（かわはらい よしひと）
トヨトミのエースと呼ばれていた役員。1982年の自工・自販の合併や、ケンタッキー工場の設立に大きな役割を果たした。
しかし、統一と意見の対立から「岡崎マフラー」に転籍させられる。
阿智 雅和（あち まさかず）
北米の販売本部長として辣腕を振るっていた役員。統一と意見の対立から「トヨトミ自動車九州」に転籍させられる。
福岡 太一（ふくおか たいち）
専務。笠原と年齢が近く実績も申し分なかったが、笠原の作成した人事案でシートベルト製造会社「東海紡績」に異動となる。
岩波 一宣（いわなみ かずのぶ）
電池生産技術開発部主査。航続距離1000キロを目指す「プロメテウス・ネオ」の開発に関わる。

### トヨトミグループ
豊臣 博芳（とよとみ ひろよし）
尾張電子常務→尾張電子サービス顧問。豊臣芳夫（トヨトミ自動車四代目社長）の息子。統一の従弟。分家の中でも抜きんでて優秀な人物。
大学卒業後、財閥系の総合商社「三京物産」に入社、語学力を生かしアメリカで精密機械の輸出事業を成功に導き、一族の尾張電子に転職する。
常務まで昇進するが、統一がトヨトミ社長就任時に真偽不明の女性関係や経費不正流用の醜聞が広まり、尾張電子サービスへ出向となる。
藤島 保己（ふじしま ほき）
藤島ブレーキ社長。トヨトミ系のサプライヤー組織「新豊会」の会長経験者。
放漫経営で会社を経営危機に陥れる。
吉川 卓（よしかわ すぐる）
立川自動車社長。トヨトミで向田の部下だった人物。
ジム・ライス
トヨトミ自動車北米社長。元北米ビッグスリーの一角・ウォード出身で高い交渉力と政財界への広い人脈を持つ。
シリコンバレーのベンチャー企業「G-VID」の買収を統一から厳命される。

### 統一の関係者
内海 加奈子（うつみ かなこ）
統一の愛人。35歳。元レースクイーン。キャラクター・デザインの制作会社「きゃらら」社長。
統一から目黒の高級マンションをあてがわれ、ラリー参戦する統一を模したキャラクター「ヒデヨシ」のグッズを販売している。
武田 剛平（たけだ ごうへい）
トヨトミ自動車五代目社長。社長在任時、トヨトミの持ち株会社化を推し進めようとし、時の会長新太郎の逆鱗に触れ社長の座を退く。
統一がその存在を恐れる人物であったが、相談役顧問制度の廃止でトヨトミとは無縁となり、現在は介護付き高級老人ホームに入居している。
IoT時代の到来で通商と安全保障が表裏一体となり、セキュリティのデジュール・スタンダードでアメリカが覇権を狙うと予見する。

### 森製作所
伊賀市に拠点を構える「巻き線」に特殊技術を有する電動モーターメーカー。
森 敦志（もり あつし）
社長。国立尾張大学工学部大学院卒。元在京大手産業機械メーカー「オノデラ工電」社員。
叔父の森安二郎から後継者に乞われ30歳で前職を退職し社長に就任、社員たちから「親父」と慕われる。
川田 裕司（かわだ ゆうじ）
モーター製作の技術を身に着け頭角を現したエース社員。23歳。職人ではなく技術者として森から目をかけられる。
中学でのいじめが原因で引きこもり、高校に進学しなかったのを案じた両親に17歳の時に森製作所へ連れてこらている。
森 昌江（もり まさえ）
敦志の妻。経理担当。

### ワールド・ビジョン
通信業の営業利益1兆3百億円、グループの純利益1兆5千億円を誇る日本のベンチャー投資会社。
宋 正一（そう しょういち）
ワールド・ビジョン・グループ社長兼会長。ビジネスチャンスと投資機会を見つけ出す天才的な商才を持つ男。日本一の億万長者。禿頭。
モビリティ・サービス分野への参入を宣言し、将来のライドシェアを見据えサワダ自動車との提携で2025年までに自動運転レベル5の実現を目指す。
また、米中とのロビー活動の思惑から統一が歩み寄ってきたことを受け、トヨトミと提携しモビリティサービス会社「WTテクノロジー」を設立する。
宋 正二（そう しょうじ）
ワールド・ビジョン・グループ専務取締役。正一の実弟でよく似た顔。小柄だが恰幅がよく貫禄がある。
レベル5の完全自動運転用の高性能小型モーターの開発を森製作所に依頼する。
山下 俊樹（やました としき）
ワールド・ビジョン・ドライブ社長。明るい茶髪ときれいに整えた眉毛。ぱっちりと開いた二重瞼。
サワダ自動車からの出向者。ワールドビジョンとの協業を業績低迷のサワダ再興の足掛かりにしたいと考える。

### サワダ自動車
沢田 宗太郎（さわだ そうたろう）
創業者。開拓精神と技術への探求心で町のバイク修理屋からバイク製造メーカーへ、さらに巨大自動車企業に育てた名経営者。

### ヤマト自動車
カール・ゴンザレス
会長。ガソリンエンジン車では欧米や日本に追いつけない中国共産党にEVで勝負してはと囁いたと噂される。

### 日商新聞
安本 明（やすもと あきら）
東京本社産業情報部デスク。のちの編集員。八王子市出身。
安本 沙紀（やすもと さき）
明の妻。元トヨトミ自動車秘書室の秘書。豊臣市出身。
安本 優子（やすもと ゆうこ）
明と沙紀の娘。都内で中学の教員をしている。
多野木 聡（たのき さとし）
名古屋支社自動車担当キャップ。60歳目前。通称「古ダヌキ」。自動車業界紙からの転職組。
渡辺 泰介（わたべ たいすけ）
名古屋支社自動車担当サブキャップ。初登場時、記者歴8年目の29歳。のち本社自動車担当キャップ。
統一への朝回りでEVへの参入が周回遅れであると暗に指摘し機嫌を損ねさせたのを機に、東京本社産業情報部へ異動となる。
菅沼 英治（すがぬま えいじ）
名古屋支社IT担当記者。

### ジャーナリスト
トニー・フリーマン
アメリカ人ジャーナリスト。サウジ王室と深い関係のシンクタンク出身。
実質はロビイストに近く、スライマーン皇太子のスポークスマン的役割。

### 実業家
タイロン・マークス
シリコンバレーのEVメーカーであるコスモ・モーターズCEO。高級EV「モデルV」から3万5千ドルに抑えたEV「タイプ3」の大量量産に乗り出す。
レヴィ・ワイツマン
アメリカの投資ファンド「ブラック・ファイヤー」のユダヤ人創業者。トライブ大統領の最大の支援者かつ、中国共産党とのパイプをもつ人物。
ジャッキー・ワン
中国のネット通販最大手「アラジン・グループ（阿羅刃集団）」創業者。創業間もないころ、ワールド・ビジョンの宋から20億円の投資を受ける。
幹田（みきた）
日本のIT企業「弁天」CEO。
藤原（ふじわら）
日本のIT企業「サイバー・コミュニケーション」CEO。
ラルフ・ケイジ
アメリカのIT企業「グーゴル」の創業者。
ジョン・ペロス
アメリカのネット通販最大手「ナイル」の創業者。
フレッド・ジェフリーズ
シリコンバレーの画像処理用半導体ベンチャー企業「G-VID」CEO。
楊 愛玲（ヤン アイリン）
中国通信機器メーカー「ジーファイ（李華科技）」副会長兼CFO。創業者の娘。アメリカがイランに科した経済処置への違反でカナダ当局に逮捕される。
しかし世界からは、自社製品へのスパイウェア埋め込みにより抜き取られた情報を、中国共産党が収集している容疑での逮捕と見なされている。

### 政府
岸部 慎介（きしべ しんすけ）
内閣総理大臣。名門政治家一族の出身。統一同様、親の七光りのボンボンと言われ続けてきた。

### 外交関係
バーナード・トライブ
アメリカ大統領。貿易で保護主義的な政策を打ち出し、NAFTAでメキシコに生産工場を設立予定のトヨトミに多額の関税を課すと脅しを入れる。
劉 敦兵（りゅう どんびん）
中国国家主席。通称分野での覇権を握るため中国とヨーロッパを陸路と海上航路でつなぐ物流ルート「一帯一路」の経済圏構想を打ち上げる。
馬 春秋（マー・チェンチウ）
北京市長。民間企業を通し、中国製品に関税を課すアメリカとの交渉チャンネルを得る方法を探る。
陳 周雷（ちん しゅうらい）
中国首相。
アフマッド・ビン・スライマーン
サウジアラビアの次期国王筆頭候補の皇太子。
フェリコ・モディーニ
EUの外務・安全保障上級政策代表。

## 豊臣家・家系図
|  |  |                                                      |                                                      |                                                      |                                                      |                                                      |                                                      |  |  |                                   |                                   |                                   |                                   |                                   |                                   |  |  |                                     |                                     |                                     |                                     |                                     |                                     |  |  |                                   |                                   |                                   |                                   |                                   |                                   |  |  |                      |                      |                      |                      |                      |                      |  |  |  |  |
|  |  |                                                      |                                                      |                                                      |                                                      |                                                      |                                                      |  |  |                                   |                                   |                                   |                                   |                                   |                                   |  |  |                                     |                                     |                                     |                                     |                                     |                                     |  |  | 統一の義兄 経産官僚               |                                   |                                   |                                   |                                   |                                   |  |  |                      |                      |                      |                      |                      |                      |  |  |  |  |
|  |  |                                                      |                                                      |                                                      |                                                      |                                                      |                                                      |  |  |                                   |                                   |                                   |                                   |                                   |                                   |  |  |                                     |                                     |                                     |                                     |                                     |                                     |  |  |                                   |                                   |                                   |                                   |                                   |                                   |  |  |                      |                      |                      |                      |                      |                      |  |  |  |  |
|  |  |                                                      |                                                      |                                                      |                                                      |                                                      |                                                      |  |  |                                   |                                   |                                   |                                   |                                   |                                   |  |  | 豊臣新太郎 トヨトミ自動車三代目社長 | 豊臣新太郎 トヨトミ自動車三代目社長 | 豊臣新太郎 トヨトミ自動車三代目社長 | 豊臣新太郎 トヨトミ自動車三代目社長 | 豊臣新太郎 トヨトミ自動車三代目社長 | 豊臣新太郎 トヨトミ自動車三代目社長 |  |  | 統一の姉                          | 統一の姉                          | 統一の姉                          | 統一の姉                          | 統一の姉                          | 統一の姉                          |  |  |                      |                      |                      |                      |                      |                      |  |  |  |  |
|  |  |                                                      |                                                      |                                                      |                                                      |                                                      |                                                      |  |  |                                   |                                   |                                   |                                   |                                   |                                   |  |  | 豊臣新太郎 トヨトミ自動車三代目社長 | 豊臣新太郎 トヨトミ自動車三代目社長 | 豊臣新太郎 トヨトミ自動車三代目社長 | 豊臣新太郎 トヨトミ自動車三代目社長 | 豊臣新太郎 トヨトミ自動車三代目社長 | 豊臣新太郎 トヨトミ自動車三代目社長 |  |  | 統一の姉                          | 統一の姉                          | 統一の姉                          | 統一の姉                          | 統一の姉                          | 統一の姉                          |  |  |                      |                      |                      |                      |                      |                      |  |  |  |  |
|  |  |                                                      |                                                      |                                                      |                                                      |                                                      |                                                      |  |  |                                   |                                   |                                   |                                   |                                   |                                   |  |  |                                     |                                     |                                     |                                     |                                     |                                     |  |  |                                   |                                   |                                   |                                   |                                   |                                   |  |  |                      |                      |                      |                      |                      |                      |  |  |  |  |
|  |  |                                                      |                                                      |                                                      |                                                      |                                                      |                                                      |  |  |                                   |                                   |                                   |                                   |                                   |                                   |  |  |                                     |                                     |                                     |                                     |                                     |                                     |  |  |                                   |                                   |                                   |                                   |                                   |                                   |  |  |                      |                      |                      |                      |                      |                      |  |  |  |  |
|  |  |                                                      |                                                      |                                                      |                                                      |                                                      |                                                      |  |  |                                   |                                   |                                   |                                   |                                   |                                   |  |  | 麗子 皇室にも繋がる財閥出身         | 麗子 皇室にも繋がる財閥出身         | 麗子 皇室にも繋がる財閥出身         | 麗子 皇室にも繋がる財閥出身         | 麗子 皇室にも繋がる財閥出身         | 麗子 皇室にも繋がる財閥出身         |  |  | 豊臣統一 トヨトミ自動車八代目社長 | 豊臣統一 トヨトミ自動車八代目社長 | 豊臣統一 トヨトミ自動車八代目社長 | 豊臣統一 トヨトミ自動車八代目社長 | 豊臣統一 トヨトミ自動車八代目社長 | 豊臣統一 トヨトミ自動車八代目社長 |  |  |                      |                      |                      |                      |                      |                      |  |  |  |  |
|  |  |                                                      |                                                      |                                                      |                                                      |                                                      |                                                      |  |  |                                   |                                   |                                   |                                   |                                   |                                   |  |  | 麗子 皇室にも繋がる財閥出身         | 麗子 皇室にも繋がる財閥出身         | 麗子 皇室にも繋がる財閥出身         | 麗子 皇室にも繋がる財閥出身         | 麗子 皇室にも繋がる財閥出身         | 麗子 皇室にも繋がる財閥出身         |  |  | 豊臣統一 トヨトミ自動車八代目社長 | 豊臣統一 トヨトミ自動車八代目社長 | 豊臣統一 トヨトミ自動車八代目社長 | 豊臣統一 トヨトミ自動車八代目社長 | 豊臣統一 トヨトミ自動車八代目社長 | 豊臣統一 トヨトミ自動車八代目社長 |  |  |                      |                      |                      |                      |                      |                      |  |  |  |  |
|  |  |                                                      |                                                      |                                                      |                                                      |                                                      |                                                      |  |  |                                   |                                   |                                   |                                   |                                   |                                   |  |  |                                     |                                     |                                     |                                     |                                     |                                     |  |  |                                   |                                   |                                   |                                   |                                   |                                   |  |  |                      |                      |                      |                      |                      |                      |  |  |  |  |
|  |  |                                                      |                                                      |                                                      |                                                      |                                                      |                                                      |  |  | 豊臣勝一郎 トヨトミ自動車初代社長 | 豊臣勝一郎 トヨトミ自動車初代社長 | 豊臣勝一郎 トヨトミ自動車初代社長 | 豊臣勝一郎 トヨトミ自動車初代社長 | 豊臣勝一郎 トヨトミ自動車初代社長 | 豊臣勝一郎 トヨトミ自動車初代社長 |  |  |                                     |                                     |                                     |                                     |                                     |                                     |  |  |                                   |                                   |                                   |                                   |                                   |                                   |  |  | 豊臣翔太 TRINITY社員 | 豊臣翔太 TRINITY社員 | 豊臣翔太 TRINITY社員 | 豊臣翔太 TRINITY社員 | 豊臣翔太 TRINITY社員 | 豊臣翔太 TRINITY社員 |  |  |  |  |
|  |  |                                                      |                                                      |                                                      |                                                      |                                                      |                                                      |  |  | 豊臣勝一郎 トヨトミ自動車初代社長 | 豊臣勝一郎 トヨトミ自動車初代社長 | 豊臣勝一郎 トヨトミ自動車初代社長 | 豊臣勝一郎 トヨトミ自動車初代社長 | 豊臣勝一郎 トヨトミ自動車初代社長 | 豊臣勝一郎 トヨトミ自動車初代社長 |  |  |                                     |                                     |                                     |                                     |                                     |                                     |  |  |                                   |                                   |                                   |                                   |                                   |                                   |  |  | 豊臣翔太 TRINITY社員 | 豊臣翔太 TRINITY社員 | 豊臣翔太 TRINITY社員 | 豊臣翔太 TRINITY社員 | 豊臣翔太 TRINITY社員 | 豊臣翔太 TRINITY社員 |  |  |  |  |
|  |  |                                                      |                                                      |                                                      |                                                      |                                                      |                                                      |  |  |                                   |                                   |                                   |                                   |                                   |                                   |  |  |                                     |                                     |                                     |                                     |                                     |                                     |  |  | 清美 財閥系銀行令嬢               |                                   |                                   |                                   |                                   |                                   |  |  |                      |                      |                      |                      |                      |                      |  |  |  |  |
|  |  |                                                      |                                                      |                                                      |                                                      |                                                      |                                                      |  |  |                                   |                                   |                                   |                                   |                                   |                                   |  |  |                                     |                                     |                                     |                                     |                                     |                                     |  |  |                                   |                                   |                                   |                                   |                                   |                                   |  |  |                      |                      |                      |                      |                      |                      |  |  |  |  |
|  |  |                                                      |                                                      |                                                      |                                                      |                                                      |                                                      |  |  | 妻                                |                                   |                                   |                                   |                                   |                                   |  |  |                                     |                                     |                                     |                                     |                                     |                                     |  |  |                                   |                                   |                                   |                                   |                                   |                                   |  |  |                      |                      |                      |                      |                      |                      |  |  |  |  |
|  |  |                                                      |                                                      |                                                      |                                                      |                                                      |                                                      |  |  |                                   |                                   |                                   |                                   |                                   |                                   |  |  |                                     |                                     |                                     |                                     |                                     |                                     |  |  |                                   |                                   |                                   |                                   |                                   |                                   |  |  |                      |                      |                      |                      |                      |                      |  |  |  |  |
|  |  | 豊臣太助 豊臣製鋼所・創業者 トヨトミ・グループ創始者 | 豊臣太助 豊臣製鋼所・創業者 トヨトミ・グループ創始者 | 豊臣太助 豊臣製鋼所・創業者 トヨトミ・グループ創始者 | 豊臣太助 豊臣製鋼所・創業者 トヨトミ・グループ創始者 | 豊臣太助 豊臣製鋼所・創業者 トヨトミ・グループ創始者 | 豊臣太助 豊臣製鋼所・創業者 トヨトミ・グループ創始者 |  |  |                                   |                                   |                                   |                                   |                                   |                                   |  |  | 豊臣芳夫 トヨトミ自動車四代目社長   | 豊臣芳夫 トヨトミ自動車四代目社長   | 豊臣芳夫 トヨトミ自動車四代目社長   | 豊臣芳夫 トヨトミ自動車四代目社長   | 豊臣芳夫 トヨトミ自動車四代目社長   | 豊臣芳夫 トヨトミ自動車四代目社長   |  |  |                                   |                                   |                                   |                                   |                                   |                                   |  |  |                      |                      |                      |                      |                      |                      |  |  |  |  |
|  |  | 豊臣太助 豊臣製鋼所・創業者 トヨトミ・グループ創始者 | 豊臣太助 豊臣製鋼所・創業者 トヨトミ・グループ創始者 | 豊臣太助 豊臣製鋼所・創業者 トヨトミ・グループ創始者 | 豊臣太助 豊臣製鋼所・創業者 トヨトミ・グループ創始者 | 豊臣太助 豊臣製鋼所・創業者 トヨトミ・グループ創始者 | 豊臣太助 豊臣製鋼所・創業者 トヨトミ・グループ創始者 |  |  |                                   |                                   |                                   |                                   |                                   |                                   |  |  | 豊臣芳夫 トヨトミ自動車四代目社長   | 豊臣芳夫 トヨトミ自動車四代目社長   | 豊臣芳夫 トヨトミ自動車四代目社長   | 豊臣芳夫 トヨトミ自動車四代目社長   | 豊臣芳夫 トヨトミ自動車四代目社長   | 豊臣芳夫 トヨトミ自動車四代目社長   |  |  |                                   |                                   |                                   |                                   |                                   |                                   |  |  |                      |                      |                      |                      |                      |                      |  |  |  |  |
|  |  |                                                      |                                                      |                                                      |                                                      |                                                      |                                                      |  |  |                                   |                                   |                                   |                                   |                                   |                                   |  |  |                                     |                                     |                                     |                                     |                                     |                                     |  |  | 豊臣博芳 尾張電子常務             |                                   |                                   |                                   |                                   |                                   |  |  |                      |                      |                      |                      |                      |                      |  |  |  |  |
|  |  |                                                      |                                                      |                                                      |                                                      |                                                      |                                                      |  |  |                                   |                                   |                                   |                                   |                                   |                                   |  |  |                                     |                                     |                                     |                                     |                                     |                                     |  |  |                                   |                                   |                                   |                                   |                                   |                                   |  |  |                      |                      |                      |                      |                      |                      |  |  |  |  |
|  |  | 妻                                                   | 妻                                                   | 妻                                                   | 妻                                                   | 妻                                                   | 妻                                                   |  |  |                                   |                                   |                                   |                                   |                                   |                                   |  |  | 妻                                  | 妻                                  | 妻                                  | 妻                                  | 妻                                  | 妻                                  |  |  |                                   |                                   |                                   |                                   |                                   |                                   |  |  |                      |                      |                      |                      |                      |                      |  |  |  |  |
|  |  | 妻                                                   | 妻                                                   | 妻                                                   | 妻                                                   | 妻                                                   | 妻                                                   |  |  | 次男                              |                                   |                                   |                                   |                                   |                                   |  |  | 妻                                  | 妻                                  | 妻                                  | 妻                                  | 妻                                  | 妻                                  |  |  |                                   |                                   |                                   |                                   |                                   |                                   |  |  |                      |                      |                      |                      |                      |                      |  |  |  |  |
|  |  |                                                      |                                                      |                                                      |                                                      |                                                      |                                                      |  |  |                                   |                                   |                                   |                                   |                                   |                                   |  |  |                                     |                                     |                                     |                                     |                                     |                                     |  |  |                                   |                                   |                                   |                                   |                                   |                                   |  |  |                      |                      |                      |                      |                      |                      |  |  |  |  |
|  |  |                                                      |                                                      |                                                      |                                                      |                                                      |                                                      |  |  |                                   |                                   |                                   |                                   |                                   |                                   |  |  | 豊臣史郎 トヨトミ自動車二代目社長   |                                     |                                     |                                     |                                     |                                     |  |  |                                   |                                   |                                   |                                   |                                   |                                   |  |  |                      |                      |                      |                      |                      |                      |  |  |  |  |
|  |  |                                                      |                                                      |                                                      |                                                      |                                                      |                                                      |  |  |                                   |                                   |                                   |                                   |                                   |                                   |  |  |                                     |                                     |                                     |                                     |                                     |                                     |  |  |                                   |                                   |                                   |                                   |                                   |                                   |  |  |                      |                      |                      |                      |                      |                      |  |  |  |  |
|  |  |                                                      |                                                      |                                                      |                                                      |                                                      |                                                      |  |  | 妻                                |                                   |                                   |                                   |                                   |                                   |  |  |                                     |                                     |                                     |                                     |                                     |                                     |  |  |                                   |                                   |                                   |                                   |                                   |                                   |  |  |                      |                      |                      |                      |                      |                      |  |  |  |  |
|  |  |                                                      |                                                      |                                                      |                                                      |                                                      |                                                      |  |  |                                   |                                   |                                   |                                   |                                   |                                   |  |  |                                     |                                     |                                     |                                     |                                     |                                     |  |  |                                   |                                   |                                   |                                   |                                   |                                   |  |  |                      |                      |                      |                      |                      |                      |  |  |  |  |

## 作中の自動車メーカー
- トヨトミ自動車 - 売上高29兆2千億万円、営業利益2兆1千億円（2019年3月末）を誇る、愛知県に本社を置く世界トップクラスの自動車メーカー。
- マツモト自動車 - 広島の自動車会メーカー。超低燃費エンジンの開発や、「モデルベース開発」で仮想現実の中で自動車開発するなど高い技術力を有する。
- サワダ自動車 - 沢田宗太郎が一代で築き上げた世界的自動車メーカー。70年代、世界に先駆けカリフォルニア州の環境規制に適合するエンジンを開発する。
- ヤマト自動車 - トヨトミよりも先に英国に現地工場を設立した日本の自動車メーカー。経営危機に陥るが仏自動車メーカーの資本注入で倒産を免れる。
- コスモ・モーターズ - 2008年に世界初の完全電動自動車を発売したシリコンバレーに本拠地を置く自動車メーカー。
- ドイチェ・ファーレン - ドイツの自動車メーカー。排ガス規制でディーゼルエンジンの不正が発覚、世界販売台数を落とし中国企業と共同でZEVに舵を切る。
- USモーターズ - アメリカの自動車メーカー。過去にリーマン・ショックで業績を悪化させ破産法を申請している。
- RG - 韓国の自動車メーカー。

## 書誌情報
- 単行本：小学館、2019年11月27日、ISBN 978-4-06-219607-9
- 文庫本：小学館文庫、2021年11月5日、ISBN 978-4-094-07079-8

## オーディオブック
2022年7月20日よりオトバンクにてドラマ形式で音声化したオーディオブックが配信されている。

### キャスト（オーディオブック）
- 武田剛平 - 大友龍三郎[6]
- 豊臣統一 - 新垣樽助[6]
- 森敦志 - 佐々木望[6]
- 宋正一 - 平林剛[6]
- 浅井敬三 - 唐戸俊太郎[6]
- 安本明 - 石井貴之[6]
- 渡辺泰介 - 上石直行[6]
- 多野木聡 - 櫻井皓基[6]
- 宋正二 - NORIYASU[6]
- 林公平 - 野崎数馬[6]
- 内海加奈子 - 古賀尋子[6]
- 安本沙紀 - 高橋玲子[6]
- 豊臣清美 - 福島おりね[6]
- 豊臣新太郎/朗読 - 浅科准平[6]